# Simón Bolívar (brano musicale)
Simón Bolívar è una canzone della Nueva Canción Chilena, composta da Rubén Lena per il testo e Isidro Contreras per la musica.
Il brano musicale fa parte della tradizione folk venezuelana ed è dedicata al generale, patriota e rivoluzionario Simón Bolívar. La canzone è un omaggio a uno dei più grandi liberatori dell'America Latina.

## Significato
Bolívar è stato una figura chiave nell'indipendenza di diversi paesi sudamericani dal dominio spagnolo. Già nel 1825, il poeta José Joaquín de Olmedo aveva dedicato una canzone al rivoluzionario venezuelano.
Questa più recente canzone è divenuta famosa durante il movimento musicale di protesta Nueva Canción Chilena. Questa canzone aveva segnato un riconoscimento significativo della spinta politica di questo movimento nel suo utilizzo come strumento di propaganda per la coalizione Unidad Popular. 

## Interpretazioni
Milva aveva inciso il brano nell'LP Libertà nel 1975